# Zelandomyia armigera
Zelandomyia armigera là một loài ruồi trong họ Limoniidae. Chúng phân bố ở vùng Tân nhiệt đới.